# The Trials and Tribulations of Russell Jones
The Trials and Tribulations of Russell Jones è una compilation del rapper statunitense Ol' Dirty Bastard, pubblicata nel 2002.
La raccolta è stroncata dalla critica. Come la precedente, arriva in un periodo in cui il rapper è appena scappato da un programma di riabilitazione dalla tossicodipendenza ed è condannato per possesso di diverse fiale di crack. La Elektra, che aveva pubblicato la compilation precedente, lo scarica. Gli ospiti – tra gli altri, Mack 10, Insane Clown Posse, Big Syke, Too $hort, E-40 e C-Murder – svolgono la maggior parte del lavoro sul disco, mentre le rime di ODB, registrate nel periodo in cui l'artista era ricercato e messe assieme dall'etichetta D3, risultano totalmente «incomprensibili».
| Recensione           | Giudizio |
| -------------------- | -------- |
| AllMusic             | [ 1 ]    |
| Entertainment Weekly | C−       |
| Los Angeles Times    | [ 3 ]    |
| RapReviews           | [ 4 ]    |
| Robert Christgau     | taglio   |
| Rolling Stone        | [ 6 ]    |

## Tracce
1. Intro – 0:57
2. Caught Up (feat. Mack 10 & Royal Flush) – 3:32
3. Dirty & Stinkin' (feat. Insane Clown Posse) – 3:39
4. Dogged Out (feat. Big Syke & Too $hort) – 4:32
5. Free With Money – 0:08
6. Anybody (feat. C-Murder & E-40) – 4:19
7. Waitress #13 – 0:15
8. Reunited – 4:05
9. Here Comes The Judge (feat. Buddha Monk) – 3:43
10. Cute Devils – 0:19
11. I Wanna Fuck (feat. Royal Flush) – 3:49
12. Highjack – 0:34
13. Lintballz (feat. Brooklyn ZU & Sunz of Man) – 4:33
14. Zoo Too – 2:46
15. Anybody (Remix) (feat. C-Murder & E-40) – 4:28
16. Taking a Shit – 1:11
17. C'Mon – 2:39
18. Dirty & Stinkin' (Remix) (feat. Insane Clown Posse) – 3:39

## Classifiche
| Classifica (2002)         | Posizione massima |
| ------------------------- | ----------------- |
| Stati Uniti               | 33                |
| US Independent Albums     | 2                 |
| US Top R&B/Hip-Hop Albums | 5                 |